# Martin Delius

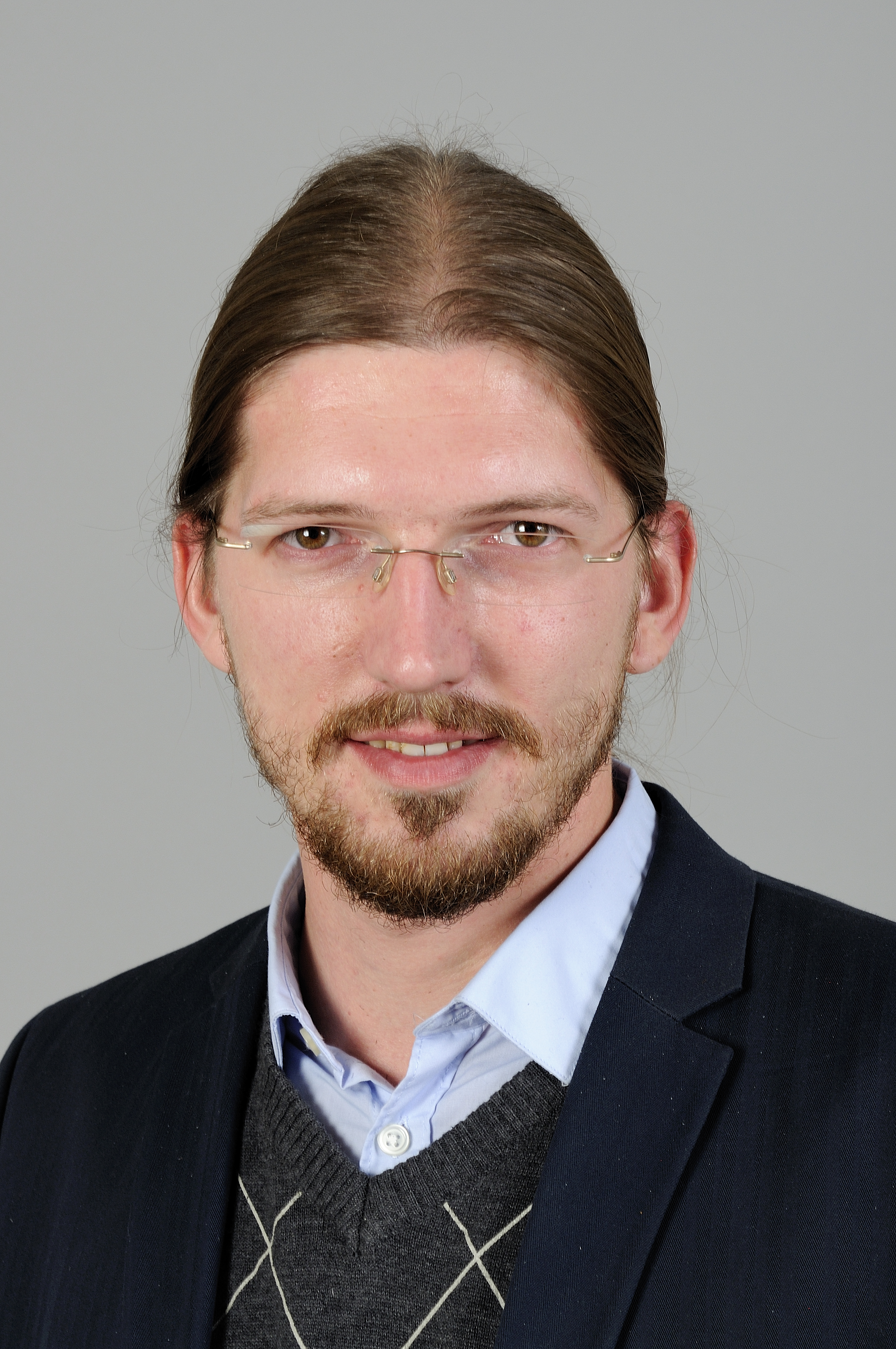
Martin Delius (2013)

Martin Delius (* 26. April 1984 in Halle (Saale)) ist ein deutscher Politiker. 2011 wurde er für die Piratenpartei ins Abgeordnetenhaus von Berlin gewählt. Dort war er Vorsitzender der Piratenfraktion und des Untersuchungsausschusses zur Aufklärung der Kosten- und Terminüberschreitungen beim Bau des Flughafens Berlin Brandenburg. Im September 2016 trat Delius in die Linkspartei ein.

## Leben
Delius wuchs in Neu Lübbenau im Unterspreewald auf und bestand 2003 die Abiturprüfung am Paul-Gerhardt-Gymnasium in Lübben im Spreewald. Beim Biosphärenreservat Spreewald leistete er bis Juni 2004 im Bereich Umweltbildung seinen Zivildienst ab. Er studierte von 2004 bis 2011 an der Technischen Universität Berlin Physik, engagierte sich hochschulpolitisch und gehörte mehreren universitären Gremien an. Unter anderem war er Sprecher des Breiten Linken Bündnisses (BreiLiBü) an der TU Berlin. Von Juni bis November 2011 war er als Softwareentwickler im Unternehmen von Pavel Mayer angestellt. Seit 2017 ist er Mitarbeiter im Referat Regierungsplanung in der Berliner Senatskanzlei.

## Politik
Mitte 2009 trat er in die Piratenpartei ein und war dort unter anderem Richter im Schiedsgericht seines Landesverbandes. Gemeinsam mit anderen Parteimitgliedern war er an der bundesweiten Einführung der Software LiquidFeedback zur parteiinternen Meinungsbildung beteiligt; diese Software administrierte er für die Partei auf Bundesebene.
Bei der Wahl am 18. September 2011 wurde Martin Delius, der auf Platz 4 der Landesliste der Piratenpartei Berlin stand, in das Abgeordnetenhaus von Berlin gewählt. Parallel kandidierte er auch als Direktkandidat im Wahlkreis Pankow 3 und für die Bezirksverordnetenversammlung im Bezirk Mitte von Berlin. Da eine parallele Ausübung von Abgeordnetenhausmandat und BVV-Mandat rechtlich nicht möglich ist, verzichtete er auf letzteres.
Ende September 2011 wählte ihn die Piratenfraktion im Abgeordnetenhaus zum Parlamentarischen Geschäftsführer. Am 21. Februar 2012 nominierte die Fraktion Delius gemeinsam mit Katja Dathe als Vertreter der Piratenpartei bei der Wahl des deutschen Bundespräsidenten 2012.
Am 22. April 2012 geriet Delius wegen eines Vergleichs über den Erfolg der Piratenpartei mit dem rasanten Aufstieg der NSDAP zwischen 1928 und 1933 in die Kritik. Er entschuldigte sich daraufhin in seinem Blog für die Äußerung und zog seine Kandidatur für den Bundesvorstand der Piratenpartei zurück.
Im Oktober 2012 setzte das Abgeordnetenhaus auf Verlangen der Oppositionsfraktionen einen Untersuchungsausschuss zu den Verzögerungen bei der Inbetriebnahme des neuen Flughafens Berlin Brandenburg ein. Nach dem Rotationsprinzip stand der Piratenfraktion der Ausschussvorsitz zu. Delius, bereits im Vorhinein als Vorsitzender nominiert, gab am 20. Juni 2012 seinen Posten als Parlamentarischer Geschäftsführer der Fraktion auf und wurde am 19. Oktober 2012 zum Vorsitzenden des Untersuchungsausschusses gewählt. Sein Nachfolger als Geschäftsführer wurde am 22. Juni 2012 Heiko Herberg.
Am 24. Januar 2014 legte Delius der Öffentlichkeit einen gemeinsam mit Benedict Ugarte Chacón verfassten Zwischenbericht zum Untersuchungsausschuss BER vor. Am 20. Mai 2014 wählte die Piratenfraktion im Abgeordnetenhaus Martin Delius gemeinsam mit Alexander Spies zu ihrem Vorsitzenden. Am 14. Dezember 2015 gab er seinen Austritt aus der Piratenpartei bekannt. Zusammen mit anderen ehemaligen Parteimitgliedern kündigte Delius am 21. Januar 2016 an, künftig die Partei Die Linke zu unterstützen. Am 8. September 2016 trat er der Linkspartei bei. Bei der Wahl zum Abgeordnetenhaus von Berlin 2016 trat er nicht wieder an.
Seit 2017 war Delius als Vertreter der Linken im Referat Regierungsplanung bei der Senatskanzlei tätig, das die gemeinsame Regierungshandlung der rot-rot-grünen Koalition planen und koordinieren sollte.